# Новая Бахмутовка
Новая Бахмутовка — хутор в Октябрьском районе Ростовской области.
Входит с состав Артемовского сельского поселения.
Население — 358 человек.

## География
Хутор расположен на реке Кадамовке.

### Улицы
- ул. Возрождение,
- ул. Дружбы,
- ул. Мира,
- ул. Мирная,
- ул. Садовая.

## История
В 1924 году сюда переселились с Украины крестьяне деревни Бахмутовка Старобельского уезда Луганской области. Пришли бахмутчане на Дон, спасаясь от голода.
Сначала на скорую руку рыли они землянки и строили мазанки, а потом уже обустраивались капитально. В честь своей Родины, Бахмутского городка, они назвали хутор Новой Бахмутовкой. Так и стоят рядом два хутора — Верхняя Кадамовка и Новая Бахмутовка. Жители их уже давно перемешались, но хутора так и не соединились.
В одиночку на новом месте было выжить очень трудно, поэтому в Новой Бахмутовке в 1929 году было создано Товарищество по совместной обработке земли (ТОЗ), а в хуторе Верхняя Кадамовка в том же году был образован колхоз «Красный пахарь». Через год ТОЗ и колхоз объединились в новый колхоз — «Возрождение». В 1959 году в период «укрупнений» этот колхоз объединили с колхозом хутора Керчик-Савров, и стал называться имени «XXI партсъезда».

## Население
| 2010 |
| ---- |
| 408  |